# Northland-félsziget
A Northland-félsziget, vagy másik korábban ismert nevén a North Auckland-félsziget Új-Zéland Északi-szigetének legészakabbi félszigete, mely a sziget többi részéhez Auckland városán keresztül áll összeköttetésben, a Waitemata-kikötő és a Manukau-kikötő közötti keskeny részen, az Auckland Metropolitan Area területén. A félsziget 80%-a a Northland régió területén fekszik, déli része az Auckland régió részét képezi. A félsziget északi irányban mintegy 330 kilométer hosszan nyúlik el, legszélesebb pontján 85 kilométer szélességet ér el. Partvonala tagolt, melyből számos kisebb félsziget ágazik ki.
Az Északi-sziget középpontja felől nézve a Northland-félsziget utolsó 100 kilométeres szakaszát az Aupouri-félsziget alkotja, mely egy félsziget a félszigeten, mely mindössze pár tíz kilométeres szélességre szűkül össze. Az Aupouri-félsziget legészakabbi pontján több fok található, melyeket sokan az Északi-sziget legészakabbi pontjainak tekintenek, például a Cape Maria van Diemen, a Reinga-fok, a Északi-fok és az onnan néhány kilométerre fekvő Surville Cliffs, a tulajdonképpeni legészakabbi pont a déli szélesség 34. fokának 23. szögpercén és 47. szögmásodpercén. A Kaipara Harbour nevű öböl a félsziget nyugati részén terül el észak-déli irányban, mintegy 65 kilométeres szélességben. A távoli északon található Hokianga Harbour öble, melynek történelmi és kulturális jelentősége elsősorban a maorik körében van. A másik hasonlóan jelentős történelmi helyszín Waitangi kikötője, ma Paihia városának része, és a környező Islands-öböl. Ez fontos település volt a korai gyarmati időkben, itt köttetett meg a waitangi szerződés, mely az új-zélandi nemzet alapító dokumentumának is tekinthető. 
Auckland külvárosi, elővárosi övezeteit leszámítva a legnagyobb település a félszigeten Whangarei, amely egy kikötő a Csendes-óceán partján.

## Fordítás
Ez a szócikk részben vagy egészben  a   Northland Peninsula című angol Wikipédia-szócikk ezen változatának fordításán alapul.  Az eredeti cikk szerkesztőit annak laptörténete sorolja fel. Ez a jelzés csupán a megfogalmazás eredetét és a szerzői jogokat jelzi, nem szolgál a cikkben szereplő információk forrásmegjelöléseként.